# Clubul Sportiv Municipal București 2012-2013 (pallavolo femminile)
Questa voce raccoglie le informazioni riguardanti il Clubul Sportiv Municipal București nelle competizioni ufficiali della stagione 2012-2013.

## Organigramma societario
Area direttiva
- Presidente: Alexandru Grigoriu

Area tecnica
- Allenatore: Atanas Petrov

## Rosa
| N° | Nome                | Ruolo | Data di nascita   | Nazionalità sportiva |
| -- | ------------------- | ----- | ----------------- | -------------------- |
| 1  | Bridget Fonke       | S/O   | 19 settembre 1987 | Stati Uniti          |
| 2  | Katja Medved        | L     | 20 marzo 1986     | Slovenia             |
| 5  | Ana-Maria Grigoriu  | P     | 4 maggio 1990     | Romania              |
| 6  | Roxana Ivanof       | C     | 20 febbraio 1985  | Romania              |
| 7  | Flavia Judea        | C     | 16 agosto 1991    | Romania              |
| 8  | Ana Moldovan        | C     | 24 settembre 1985 | Romania              |
| 9  | Ana-Maria Vrînceanu | S/O   | 22 novembre 1990  | Romania              |
| 10 | Irina Radu          | S     | 17 febbraio 1983  | Romania              |
| 11 | Ramona Popescu      | L     | 19 marzo 1993     | Romania              |
| 12 | Iuliia Popova       | P     | 15 aprile 1983    | Ucraina              |
| 13 | Marija Karakaševa   | S     | 27 ottobre 1988   | Bulgaria             |
| 14 | Iuliana Matache     | C     | 14 settembre 1994 | Romania              |
| 15 | Elena Zaharia       | S     | 7 gennaio 1985    | Romania              |
| 16 | Veronica Marin      | C     | 12 dicembre 1996  | Romania              |
| 17 | Adriana Rotaru      | S     | 27 marzo 1994     | Romania              |
| 18 | Ana-Maria Voronianu | C     | 5 marzo 1995      | Romania              |